# Імперія Маур'їв
Імперія Маур'їв (санскр. मौर्यसाम्राज्यम्, IAST: mauryasāmrājyam) — староіндійська держава, що встановилася на території Індостану в 4 столітті до нової доби і досягла найбільшого розквіту при правлінні Ашоки.
Початок становленню імперії поклали завоювання царства Маґадга. 322 року до н. е. Чандрагупта Маур'я скинув династію Нанда за сприяння свого радника Чанак'ї. Він швидко розширив свої володіння, скориставшись відсутністю місцевої влади після відступу грецьких та перських військ Александра Македонського. При правлінні внука Чандрагупти Ашоки імперія ще більше розширила свої володіння, окупувавши майже весь Індостан за винятком півдня Індії.
Через 60 років після смерті Ашоки імперія почала занепадати. В 185 році до н. е. вона розвалилася на окремі держави.
Відомості про імперію збереглися завдяки едиктам Ашоки та Артхашастрі — трактату про управління державою Чанак'ї.

## Назва

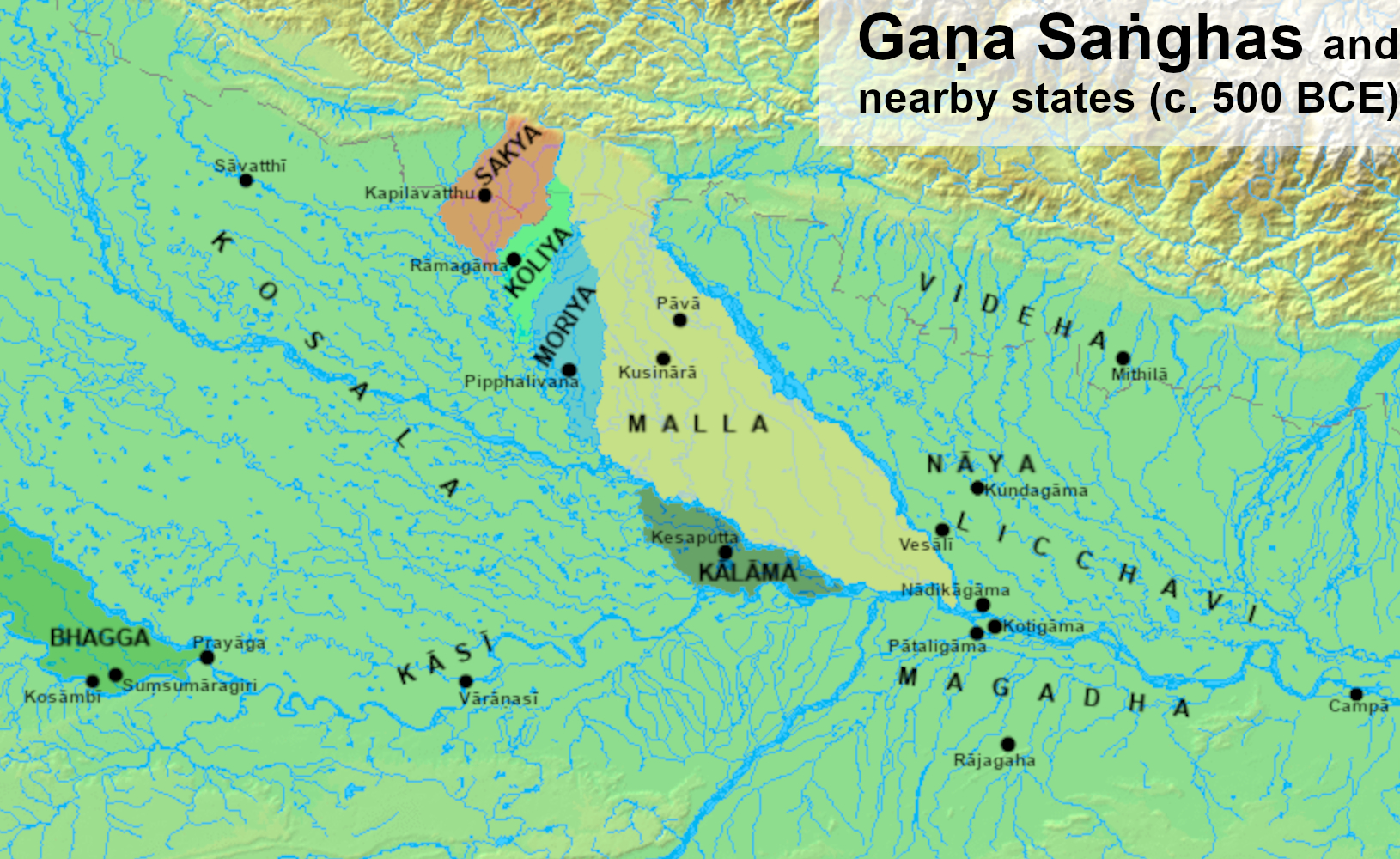
Морія близько 500 року до н.е.

У буддійських текстах зазначено, що засновник династії Чандрагупта належав до клану морія племені шак'я. Морія з VII до V ст. до н.е. становили ганасангу (племенну аристократичну республіку) на території Великої Маґадги. У джайнських текстах зазначено, що Чандрагупта був сином імператорського наглядача павичів (маюра-пошака).
Згідно з буддійською традицією, предки Маур'їв оселилися в регіоні, де павичі («мора» на палі) були в достатку. Тому вони стали відомі як «морії», що буквально означає «ті, що належать до місця павичів». Згідно з іншим буддійським переказом, ці предки збудували місто під назвою Моріянагара («Місто павичів»), яке отримало таку назву, бо було побудоване з «цеглини кольору павиних ший». Зв'язок династії з павичами, як згадується в буддійській та джайнській традиціях підтверджується археологічними даними. Наприклад, фігурки павичів знайдені на колоні Ашоки в Нандангарху та кілька скульптур на Великій ступі Санчі. На основі цих даних сучасні вчені висувають теорію, що павич міг бути емблемою династії. Ймовірно Маур'я змінена назва морії.

## Історія

### Становлення
Внаслідок централізаторської політики Дхана Нанди, правителя імперії Нанда, спричинився його конфлікт з брагманами на чолі із Чанак'єю. Останній підбурив до повстання 323 року до н.е. раджу Падрави і ганасангу Ядхеїв, а на чолі повсталих за допомогою брагманів став Чандраґупта Маур'я. 
У буддійській «Махавамсі Тіці» та джайнському Парішіштапарвані зафіксовано безуспішний напад армії Чандрагупти на столицю Нанди. Чандраґупта та Чанак'я розпочали кампанію на кордоні імперії Нанди, поступово завойовуючи різні території на шляху до столиці Нанди. Потім він удосконалив свою стратегію, встановивши гарнізони на завойованих територіях, і, нарешті, обложив столицю Нанди Паталіпутру. Там Дхана Нанда визнав поразку. На відміну від легкої перемоги в буддійських джерелах, індуїстські та джайнські тексти стверджують, що кампанія була запеклою, оскільки Дхана Нанда мав потужну та добре навчену армію. Ці легенди стверджують, що імператор Нанди був переможений, скинутий та вигнаний, за деякими даними, тоді як буддійські дані стверджують, що його було вбито. За цим Чандраґупта Маур'я заснував імперію Маур'їв, що сталося між 322 і 319 роками до н.е..

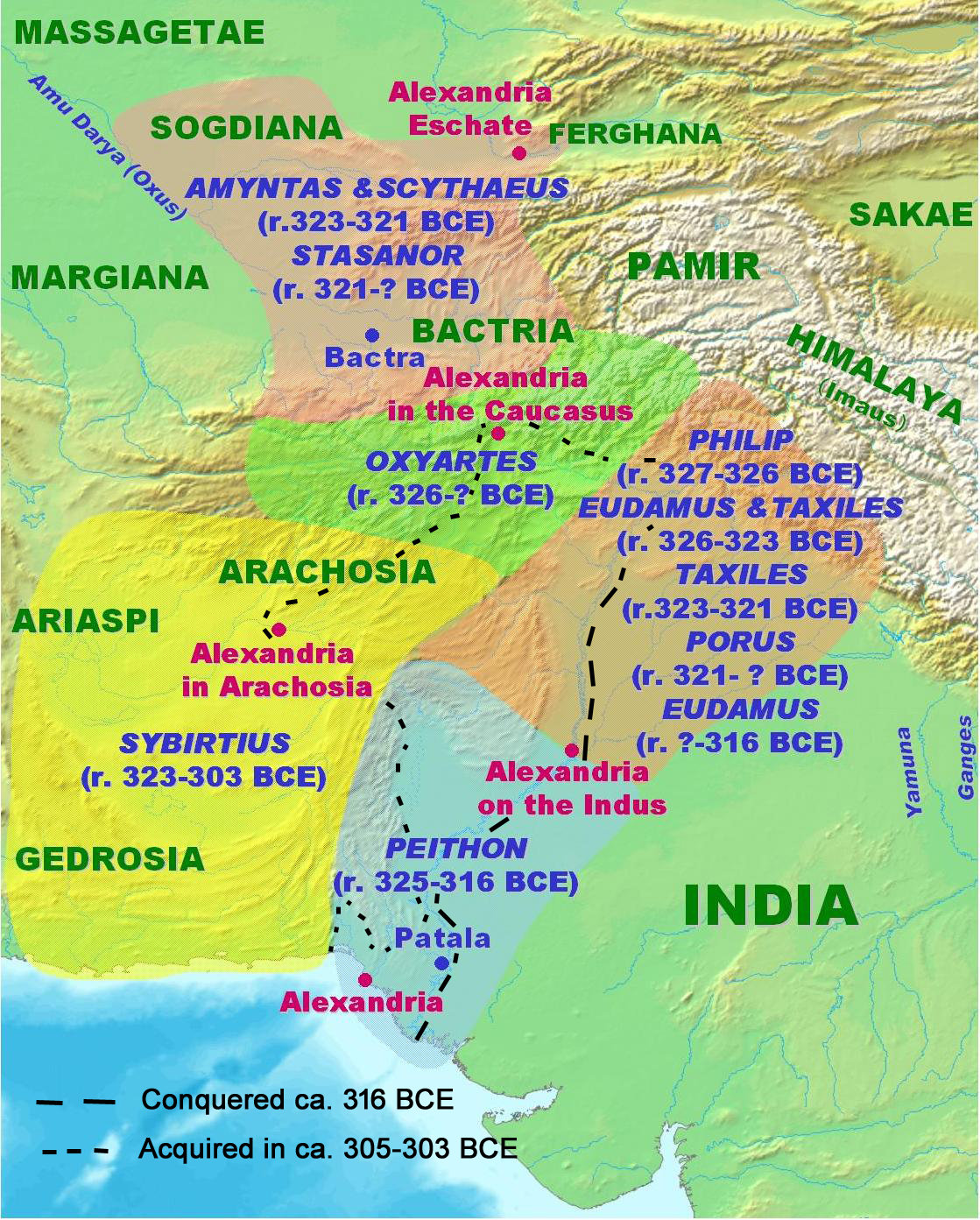
Східні сатрапії імперії Александра Македонського

За цим Чандраґупта звернув увагу на долину Інда, що були під владою македонців. Тут після завершення свого індійського похода у 327 році до н.е. Александр Македонський залишив в індійських землях своїх сатрапів. Втім вже 326 року до н.е. найманці вбили сатрапа Філіппа, сатрапа Паропамісади і Гандхари. Новий сатрап Евдам після смерті Александра у 323 році до н.е. більше уваги звертав на боротьбу азійських сатрапів, що почалася невдовзі. 318 року він вбив царя Таксілу чи Пора, чим послабив македонський вплив в регіоні. Невдовзі він рушив до Парфії. За цим сатрап Піфон об'єднав усі сатрапії під своєю владою. 316 року він вирушив до Арахозії. В результаті в індійських сатрапіях фактично не залишилося македонської влади та значних загонів. Цим скористався Чандраґупта Маур'я і без значного опору захопив ці сатрапії На його бік перейшов раджа Падрава.

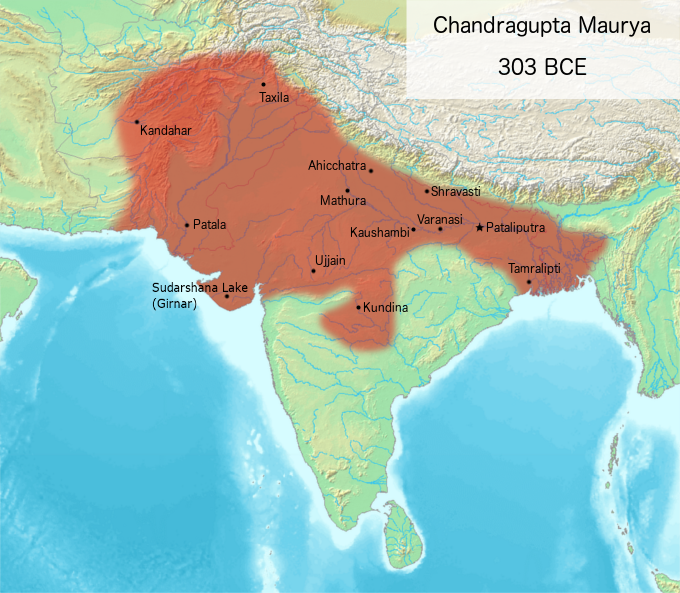
Імперія Маур'їв у 303 році до н.е.

У війні з Селевком I 305—303 років до н.е. зумів здобути перемогу, яка втім не була певною тому між ворогами було укладено мирний договір, за яким Чандраґупта Маур'я отримв підтвердження на приєднання до своєї імперії сатрапій уздовж Інду та Гандхари, що було захоплено у 316 році до н.е., а також сатрапії Арахозія й Гедросія. Також оженився на доньці Селевка I, передавши тестю 500 бойових слонів.

### Піднесення

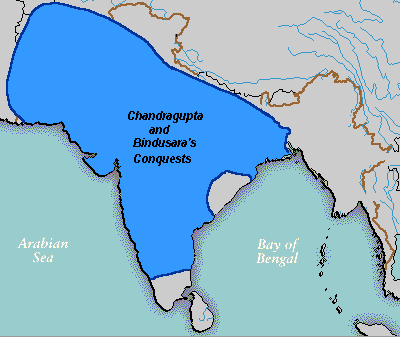
Імперія Маур'їв за панування Біндусари

Біндусара продовжив походи, які були спрямовані на південь Індостану. Його армії розбили та підкорили 16 царств у центральній та південній частині півострова. Біндусара не зміг підкорити лише царства Чола, Пандья, Чера та Калінґа. Водночас війська Маур'я були вимушені двічі придушувати повстання у колишньому царстві Таксіла. Біндусара підтримував дружні дипломатичні відносини з еллінським світом. Деймах був послом царя Антіоха I, царя Держави Селевкідів при дворі Біндусари. Діодор стверджує, що цар Паліботри (Паталіпутри, столиця Маур'їв) вітав грецького торгівця Ямбула. Цього царя зазвичай ідентифікують як Біндусару. Пліній стверджує, що єгипетський цар Птолемей II Філадельф відправив посланця Діонісія до Індії.

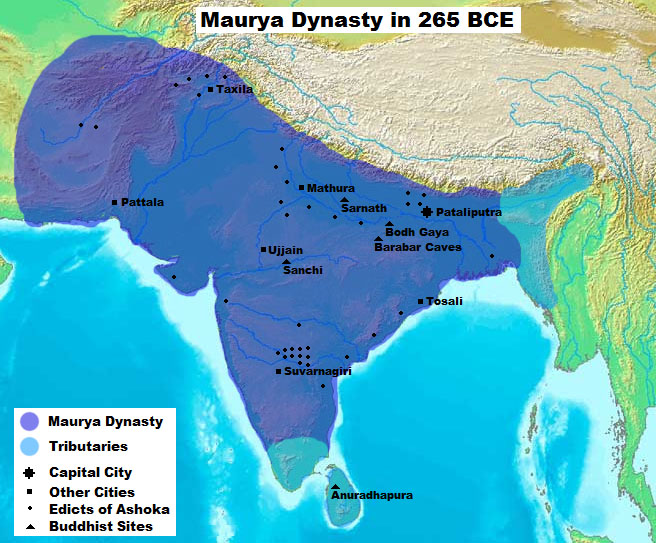
Імперія Маур'їв у 265 році до н.е.

Близько 273 року до н.е. після Біндусари почалася нетривала боротьба за трон між братами Сусімою і Ашокою, який здобув перемогу. Він продовжив політику розширення імперії. Перша за все рушив проти Калінги, яка мужньо опиралася, але не могла протистояти грубій чисельній перевазі полків Ашоки. Вся Калінга була розграбована й знищена. Пізніший едикт Ашоки стверджує, що загинуло близько 100 тис. мешканців міста й 10 тис. переможців. Тисячі чоловіків та жінок були вивезені в інші області.
Жорстокість завоювання змусили Ашоку прийняти буддизм, і він використав своє положення для поширення відносно нової віри до нових висот, аж до кордонів Стародавнього Риму та Єгипту. Він зробив буддизм державною релігією приблизно у 260 році до н. е., сповідуючи вчення школи Вібхаджавада. Ашока відправляв посланців до елліністичних до Еллади: Амтійоко (Антіох II Теос), Туламая (Птолемей II), Амтікіні (Антигон II Гонат), Мака (Магас) та Алікасударо (Александр II Епірський). Ашока також спонсорував будівництво тисяч доріг, водних шляхів, каналів, лікарень, будинків відпочинку та інших громадських робіт. 

### Занепад
232 року до н.е. після смерті Ашоки імперія була розділена на дві частини між його онуками Дашаратхою (східна частина зі столицею в Паталіпутрі) і Сампраті (західна частина зі столицею в Удджайні). Дядько Дашаратхи — Джалаука — заснував незалежну державу у Кашмірі. Інший родич — Вірасена, проголосив себе царем у Гандхарі. Також відокремилась і Відарбга.
Сампраті 224 року до н.е відновив єдність імперії, підкорити усіх напівнезалежних князів, що здобули самостійність в попередні роки. Також зумів змусити сина Джалауки, магараджи Кашміра, визнати свою владу. Часи правління Сампраті відомі, передусім, будівництвом джайнських храмів як на території Індії (зокрема у Гуджараті та Удджайні), так і за її межами. 
Після смерті Сампраті 215 року до н.е. процес послаблення й розпаду імперії відновився, що особливо прискорилося за 8-річне панування Шатадханвани. На початку панування Бріхадратхи володіння зосередилися в Магадгі навколо Паталіпутри. 185 року до н.е. його було повалено сенапаті (головнокомандувачем) Пуш'ямітрою Шунґою, що заснував власну династію.

## Устрій
На чолі стояв імператор (магараджахіраджа), що в управлінні державою спирався на мантріпарішаду (на кшталт ради радників, пережиток військової демократії). Окремо стояли палацовий жрець пурохіта) і астрллог, з якими радилися про волю богів. Важливий статус мав спадкоємець трону (новараджа).. 
Адміністрація (складали магаматрі - сановники) та суспільство сильно контролювалися монархом, який використовував, зокрема, жорстокі покарання, шпигунство та заохочення доносів для збереження порядку. Свою волю на місця він повідомляв через палагалів (гонців). З кола найближчих родичів складалася раджасабга (рада, що мала у складі 8 осіб).
Ключовими посадами були головний мантрин (перший міністр), сенапаті (головнокомандувач), самргахіті (скарбник) та бахадугхі (головний збирач), які відповідали за цивільну адміністраію і канцелярцію, війська, управління та наповнення царської скарбниці відповідно. 
Слідом за цим йшли імператорські радники (мантріні) і наглядачі різними галузями управління (адх'якша) й за провінціями (юкта, раджука та прадішка). Останні здійснювали відрядження тривалістю від 3 до 5 років проводячи перевірку адміністрації або здійснюючи правосуддя в узгодженні з головним суддею (схрмад'якшею).. 
Імперія складалася з 5 частин. Магадха з імперською столицею в Паталіпутрі та кількома колишніми махаджанападами поруч утворювала центр, яким безпосередньо керувала адміністрація імператора. Інші території були розділені на чотири провінції: Тосалі (на сході), Удджайн (на заході), Суварнагірі (на півдні) та Таксіла (на північному заході). На чолі провінції стояв упараджа з кола правлячої династії (кумарів (князь), ар'япутра), який керував як представник імператора. Упараджа допомагали провінційні магаматрі, що входили до провінційної ради. Ці основні провінції, у свою чергу, були розділені на підпровінції або основні округи, якими керували відповідні чиновники. Поліцейські функції виконували дживагрібхи та угри.
У розповідях Артхашастри та Мегасфена про Паталіпутру описано складну міську систему імперії. «Міська рада» складалася з 30 членів, була поділена на шість рад, які керували містом. Перша рада встановлювала заробітну плату та займалася постачанням краму, друга рада займалася питаннями іноземних сановників, мандрівників та торгівців, третя рада вела облік та реєстрацію, четверта займалася промисловими товарами та їх продажем, п'ята рада регулювала торгівлю, видавала ліцензії та перевіряла вагу й вимірювання, шоста рада збирала податки з продажу. Деякі міста, такі як Таксіла, мали автономію у випуску власних монет. Міська рада мала посадовців, які піклувалися про суспільне благополуччя, таке як утримання доріг, громадських будівель, ринків, лікарень, навчальних закладів тощо. Місто очолював нагаріка, а село — граміка. Міська рада також мала деякі судові повноваження. 
Проведення перепису населення (таких як торговці, землероби, ковалі, гончарі, теслі тощо) і худоба було регулярним процесом переважно для цілей оподаткування. 

### Правителі
- Чандрагупта (320—298 до н. е.)
- Біндусара (298—272 до н. е.)
- Ашока (274—232 до н. е.)
- Дасаратха (232—224 до н. е.)
- Сампраті (224—215 до н. е.)
- Шалішука (215—202 до н. е.)
- Деваварман (202—195 до н. е.)
- Шатадханван (195—187 до н. е.)
- Бріхадратха (187—185 до н. е.)

## Суспільство
У своєму описі імперії Маур'їв Мегасфен описує сім класів або професійних груп: філософів (брахманів), землеробів (найбільший за чисельністю клас), пастухів, ремісників, воїнів, «сторожових» (шпигунів, які звітують царю про події в імперії) і радників (мантріні) та наглядачів царя (до яких також належать члени царського двору та адміністрації). Землероби повинні платити царю орендну плату за свою землю та чверть свого врожаю до державної скарбниці. Ремісники, у свою чергу, отримують зерно з царського сховища, а воїнам платять за те, щоб вони годували своїх бойових коней та слонів. Дослідження також показують, що шпигуни та наглядачі використовувалися як інструменти влади.
Сималою була група найманих працівників (кармакар). До них зараховувалися всі, хто наймався на певний термін – наймиті, поденники, бродячі ремісники, навіть художники та лікарі. Частина слуг також вважалися кармакарами. Поруч із рабами кармакари широко використовувалися як і царських господарствах (землеробських і ремісничих), і у приватних – і великих і дрібних.
На найжичній щаблі розташовувався раб (даса). Вони були повною власністю господарів. Найбільш важливою особливістю рабства імперії Маур'їв були відмінності в становищі рабів і в умовах їхнього звільнення, що залежали від їх станово-кастового становища до втрати свободи.

## Військо
Мегасфен згадує військове командування, що складалося з шести рад по п'ять членів кожна: флот, військовий транспорт, піхота, кіннота та катапульти, колісниці та слони. Імперія мала військо у 600 тис. піхотинців, 30 тис. кінноти, 8 тис. колісниць та 9 тис. бойових слонів, окрім слуг. Кожен з видів підрозділів очолював сенані (командувачі), що разом підпорядковувалися сенапаті (головнокомандувачу), а той правителі..

## Економіка
Сільське господарство, гірничодобувна промисловість, торгівля та ремесла відігравали важливу економічну роль. У сільське господарство відбувалося освоєння нових земель, розвиток штучного зрошення, розширення переліка культур. Лісові та морські промисли залишаються долею відсталих племен на кордонах імперії.
Економіку імперії також описували як «соціалізовану монархію», «своєрідний державний соціалізм» та першу у світі державу загального добробуту. Не існувало приватної власності на землю, оскільки вся земля належала імператору, якому землероби сплачували данину. Натомість імператор постачав робітникам сільськогосподарську продукцію, тварин, насіння, інструменти, громадську інфраструктуру та запаси продуктів харчування на випадок кризи. 
Набули розвитку ремесла. Високого рівня досягли металургія, ковальська, збройова, ювелірна, гончарна справи, обробка бавовни, різьблення по дереву, каменю і кістки, парфумерія. У кожному селі було кілька ремісників, які задовольняли скромні потреби односельців у промислових виробах, але основними центрами зосередження ремесла, особливо у виробництві складних та високоякісних виробів та предметів розкоші, були міста. Тут ремісники розселялися за спеціальностями і мали свої спілки (шрені), що представили перед владою та захищали ремісників від свавілля. Держава володіла не тільки прядильними і ткацькими майстернями, але також майстернями з виготовлення озброєння, також була власником копалень. Прядильники і ткачі вміли виготовляти дуже тонкі напівпрозорі тканини. 
Використання гончарного круга стало повсюдним. Кераміка, пов'язана з періодом Маур'їв, складається з багатьох видів посуду. Але найбільш розвиненою технікою є особливий тип кераміки, відомий як північна чорна полірована кераміка, яка була відмінною рисою попереднього та раннього періодів Маур'їв. Кераміка виготовляється з тонко подрібненої алювіальної глини, яка на розрізі зазвичай має сірий, а іноді й червоний відтінок. Вона має блискуче поліроване покриття якості глазурі, колір якого варіюється від чорного як смола до насиченого сірого або металево-сталевого синього. Іноді на поверхні помітні невеликі червоно-коричневі плями. Її можна відрізнити від інших полірованих або покритих графітом червоних виробів за її особливим блиском та сяйвом. Цей посуд використовувався переважно для виготовлення страв та невеликих мисок. Він у великій кількості зустрічається в долині Гангу. 
Намітилася також природна регіональна спеціалізація: Маґадга славилася своїм рисом і металам (насамперед залізом), північний захід країни – ячменем і кіньми, центральні та західні райони — міддю, південь – коштовним камінням, перлами та прянощами, захід – бавовною та бавовняними тканинами, гірські райони  – мускусом, шафраном, хвостами яків, Гандхара та узбережжя — сіллю.. 
Завдяки тому, що війська Маур'їв знищила багато банд розбійників, війська раджей і магарджей та могутніх вождів, які прагнули нав'язати власну верховенство на невеликих територіях, поліпшилася внутрішня торгівля на Індостані. Імператори династії Маур’їв дбали про стан найбільших торгових шляхів, за їхнім наказом уздовж всього шляху були розставлені дорожні стовпи, вириті колодязі і влаштовані станції через рівні інтервали. Для переправи через річки використовувалися пороми, які регулярно курсували в епоху Маур’їв, так як індійці, незважаючи на свою майстерність у багатьох галузях, ймовірно, не освоїли техніку зведення мостів через широкі річки. Дороги були не єдиними комунікаціями. Товари часто доставляли по воді, і найбільш активне сполучення йшло по Гангу, Інду і річках Декану. Головним морським портом за часів Маур'їв став Тамраліпті в басейні Гангу.
Міжнародна торгівля, насамперед з Греко-Бактрійським царством і державою Селевкідів здійснювалася через Хайберський прохід. Торгівля також поширювалася через Малайський півострів у Південно-Східну Азію. Внутрішню і зовнішню торгівлю здійснювали численні приватні комерційні структури. Купці були людьми багатими і шанованими, поєднувалися в шрені. Експорт включав бавовняні вироби та текстиль, спеції та екзотичні продукти. 
Є багато даних про лихварство. Мінімальним борговим зростанням були 15% на рік, причому, чим нижчою була варна боржника, тим вище можна було брати відсоток, до 60% із шудри. Але й ця цифра могла значно зрости, якщо давалася позичка натурою, а не грошима, якщо вона не була забезпечена запорукою тощо. Боргове закабалення могло спричинити часткове чи повне позбавлення боржника свободи.
Землероби були звільнені від податкового тягаря та тягаря збору врожаю з боку місцевих раджей, натомість сплачуючи податки централізовано керованій системі оподаткування. Податкова система базувалася на двох аграрних податках, що стягувалися з землі (площа поверхні та якість ґрунту) та кількості виробленого (чверть врожаю, за словами Мегасфена), але, ймовірно,  всі види діяльності підлягали податкам, а також, схоже, існували громадські панщини. Крім того, держава іноді мала власні майстерні, ремісники яких могли користуватися податковими пільгами.

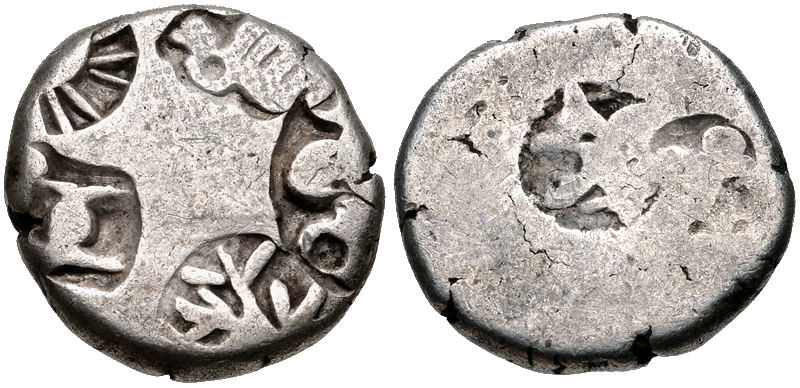
Монета Шалішуки

Існувала розвинена систему карбування монет. Чандрагупта Маур'я встановив єдину валюту — пана. Монети здебільшого виготовлялися зі срібла та міді. В обігу також були деякі золоті монети. Монети широко використовувалися для торгівлі. На північному заході у вжитку були монети Греко-Бактрійського царства.

## Вірування
Брахманізм протягом існування імперії втратив свої привілеї, що загрожувало самому його існуванню та змусило його перетворитися на «соціально-політичну ідеологію», яка зрештою стала впливовою далеко за межами своєї первісної батьківщини, що призвело до індуїстського синтезу, в якому були синтезовані брахманська ідеологія, місцеві традиції та елементи шрамана-традицій. Правителі імперії надавала перевагу джайнізму (Чандрагупта і Сампраті), буддизму (Ашока) та адживіки (Біндусара).

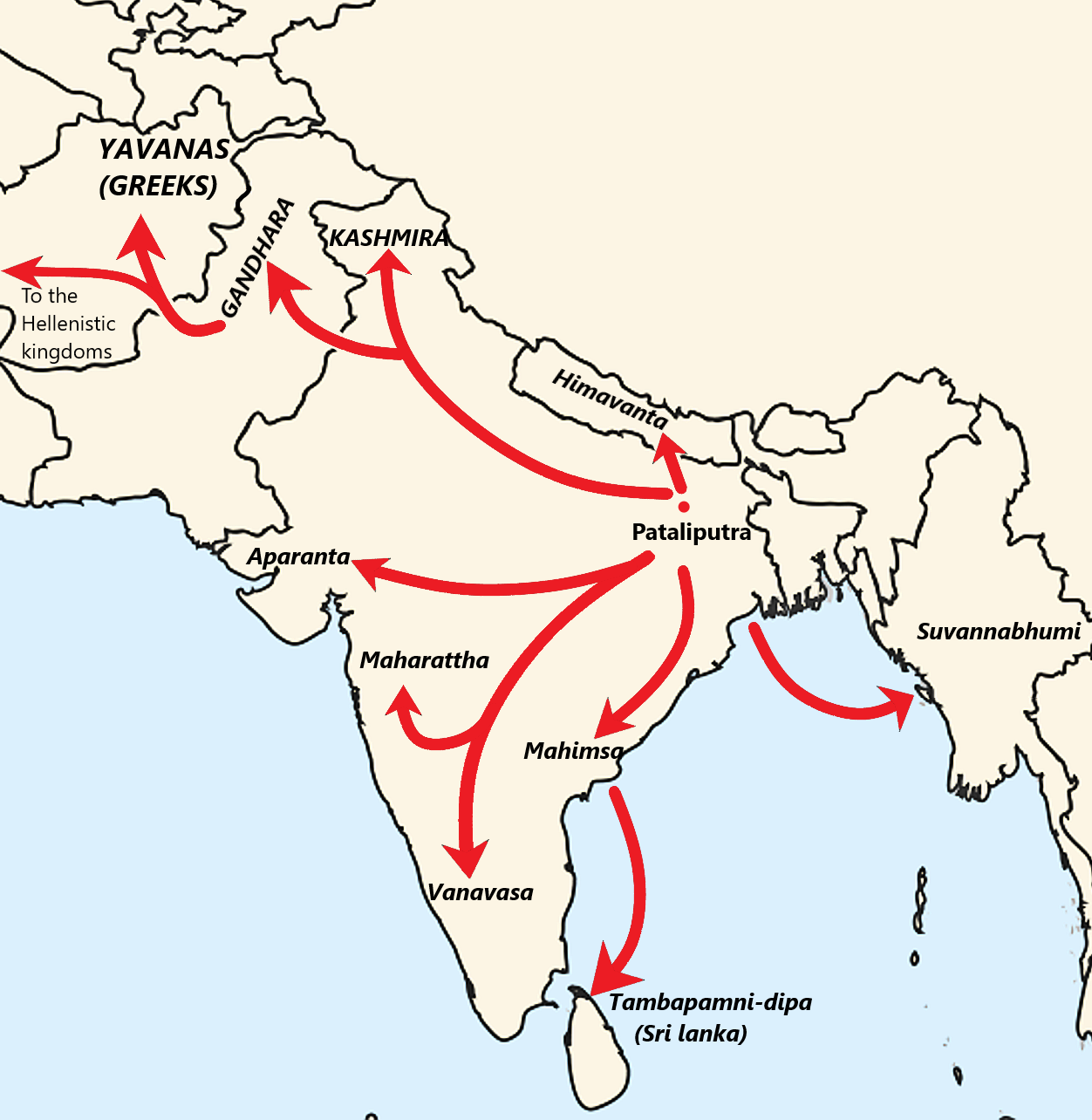
Буддійські посольства, відправлені Ашокою

Ашока відправив місію на чолі зі своїм сином Махіндою та донькою Сангхаміттою до Деванапії Тісси, правителя Анурадхапури (на Шрі-Ланці), що зробив буддизм державною релігією. Ашока відправив багато буддійських місій до елліністичних держав і царств Південно-Східної Азії, доручив будівництво монастирів та шкіл, а також публікацію буддійської літератури по всій імперії. Вважається, що він побудував до 84 тис. ступ по всьому Індостану. Також допоміг скликати Третій буддійській собор близько 250 року до н.е., який провів велику роботу з реформування та розширення буддійської релігії. Індійські купці відіграли велику роль у поширенні релігії по всій імперії Маур'їв.

## Культура
Найбільшого розвитку набули мистецтво (скульптура й живопис) і архітектура. З праць Мегасфена зрозуміло, що Маур'ї мали живопис певної якості, але жодних зразків не збереглося.

### Архітектура
Найвидатнішим пам'ятником цього періоду, збудованим за правління Чандраґупти, був старий палац у Паліпутрі (сучасний Кумхрар у Патні). Розкопки виявили залишки палацу, який, як вважається, являв собою групу з кількох будівель, найважливішою з яких була величезна зала з колонами, що спиралася на високий дерев'яний фундамент. Колони були встановлені правильними рядами, таким чином розділяючи залу на кілька менших квадратних прольотів. Кількість колон становить 80, кожна заввишки близько 7 м. За Мегасфеном палац був побудований переважно з дерева.

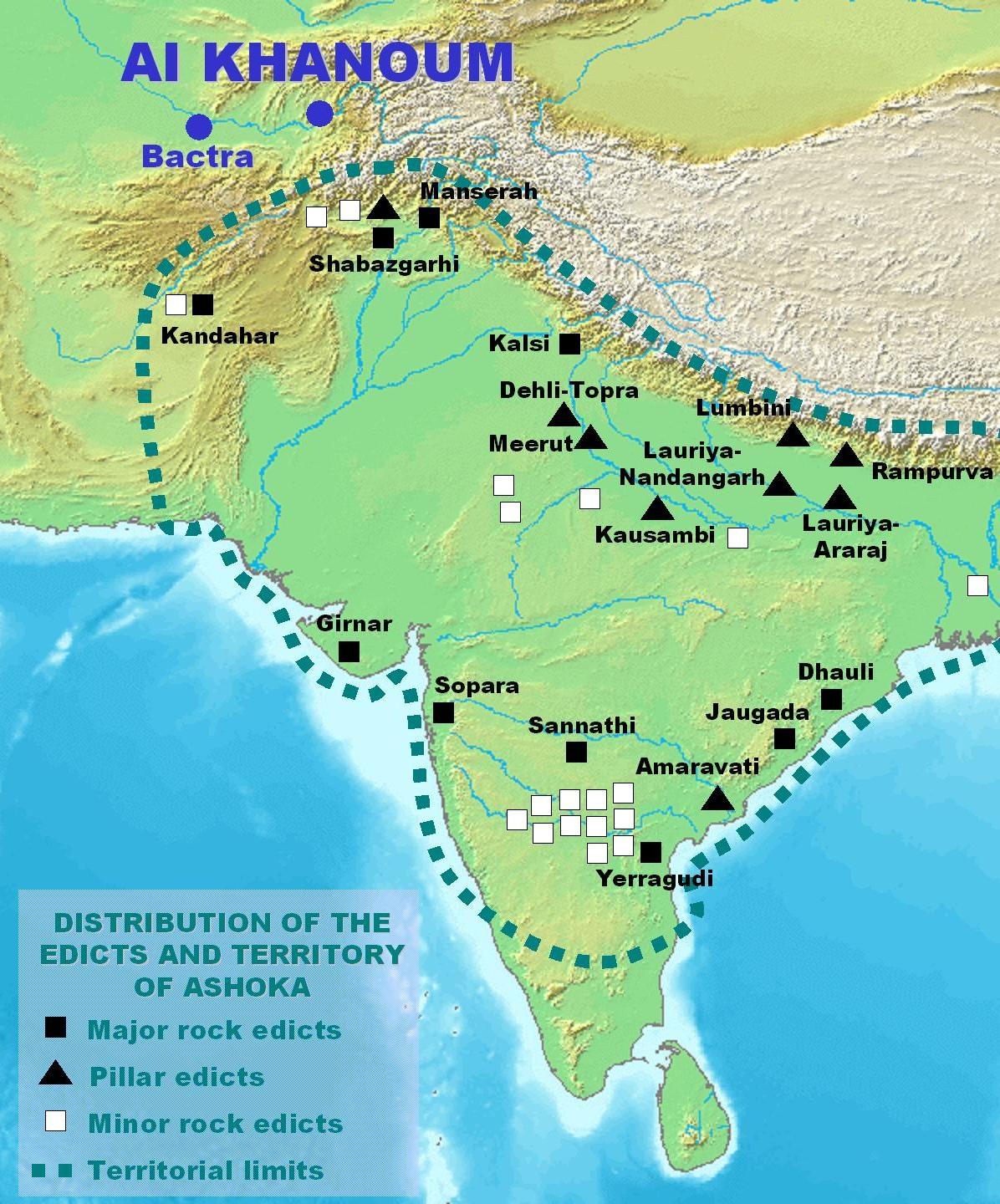
Поширення едиктів Ашоки

У період Ашоки кам'яна обробка була дуже різноманітною та включала високі окремо стоячі колони, поручні ступ, лев'ячі трони та інші величезні фігури. Використання каменю досягло такої досконалості за цей час, що навіть невеликі фрагменти кам'яного мистецтва отримували високий блиск, що нагадував витончену емаль. Цей період ознаменував початок буддійської архітектури. Ашока відповідав за будівництво кількох ступ, які були великими куполами та містили символи Будди. Найважливіші з них розташовані в Санчі, Магабодгі, Бхархуті та, можливо, в ступі Амараваті. Найпоширенішими зразками архітектури Маур'їв є стовпи Ашоки та різьблені едикти Ашоки, часто вишукано прикрашені, яких понад 40 поширено імперією. Ці колони були вирізьблені з двох видів каменю. Деякі були з плямистого червоного та білого пісковика з регіону Матхура, інші - з блідо-коричневого дрібнозернистого твердого пісковика, зазвичай з невеликими чорними цятками, видобутого в Чунарі поблизу Варанасі. За Ашоки було побудувано житло для буддійських ченців у скельних печерах та звичайні монастирі (віхари), побудовані з цегли. 

### Скульптура

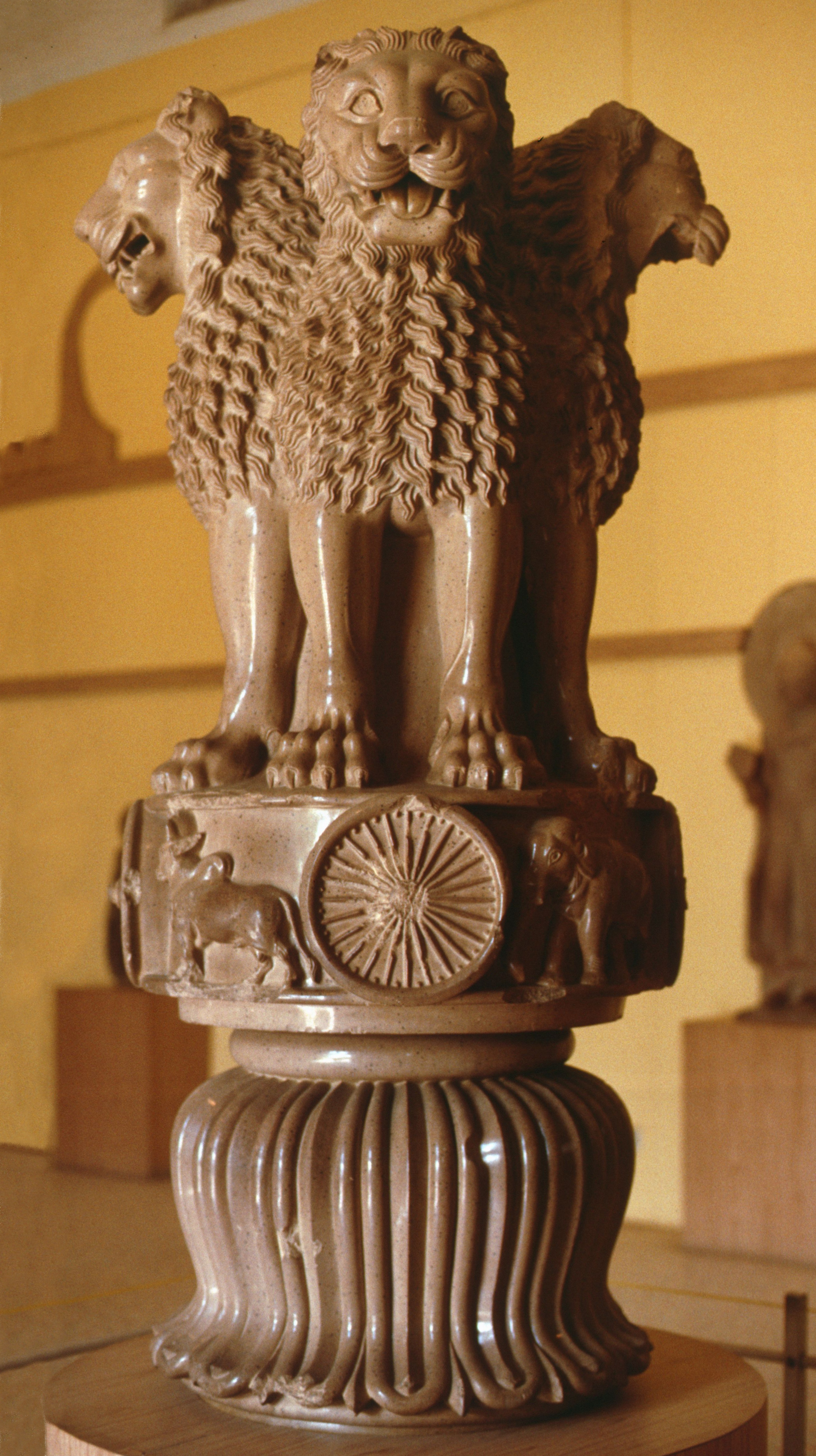
Левова капітель Ашоки

Цей період ознаменував собою творчий та вражаючий крок вперед в індійській кам'яній скульптурі. Майстерно вирізьблені капітелі тварин, що збереглися від деяких колон Ашоки, є найвідомішими творами, а серед найкращих, перш за все, Левова капітель Ашоки з Сарнатха, яка зараз є національним гербом Індії. 
Придворне мистецтво представлено колонами та їхніми капітелями, а збережене народне мистецтво — деякими кам'яними виробами та багатьма меншими роботами з теракоти.
Одноманітність стилю капітелей колон свідчить про те, що всі вони були виліплені майстрами з одного регіону. Тому, здається, що камінь транспортували з Матхури та Чунара до різних місць, де були знайдені колони, і тут камінь оброблювали та вирізали майстри. Їм надавали тонке полірування. 

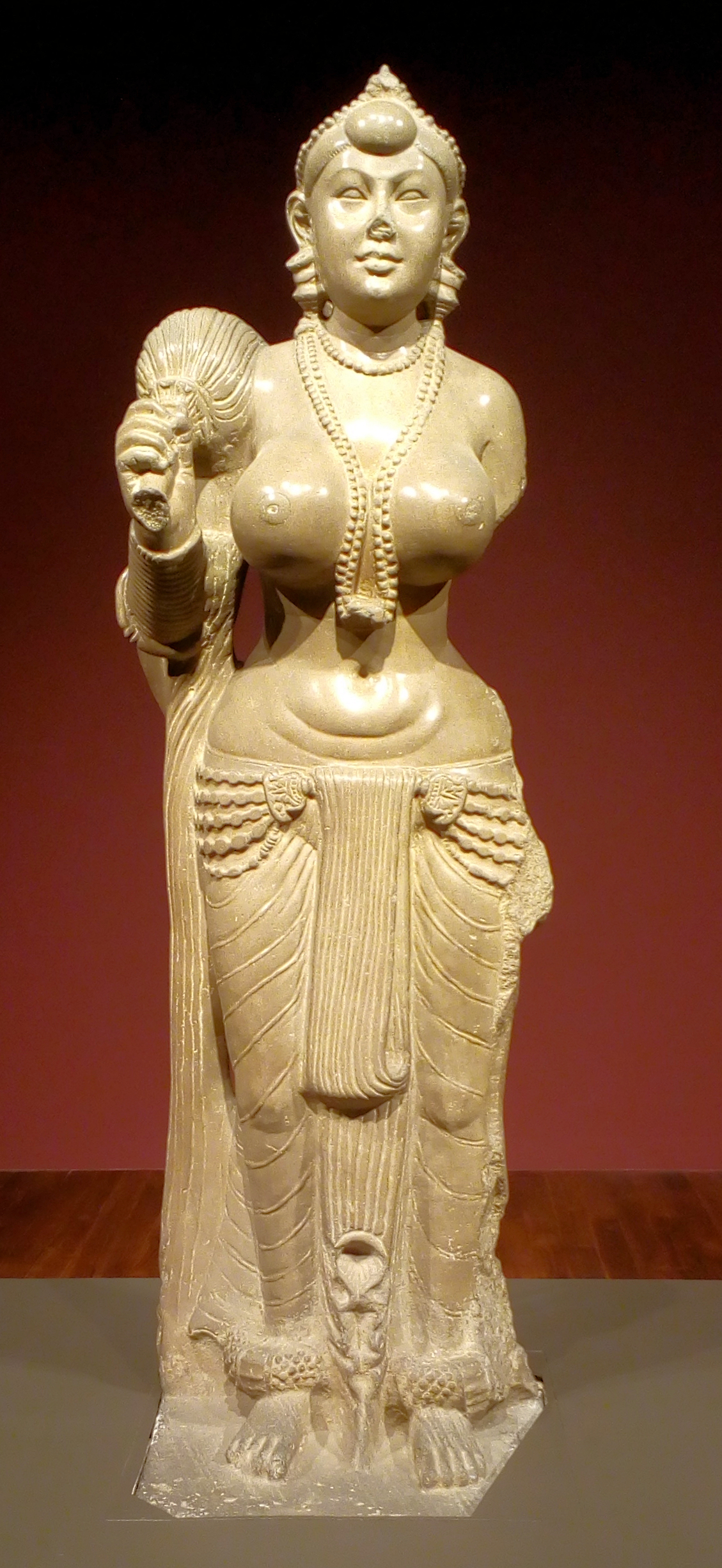
Дідаргандж Якші

Роботи місцевих скульпторів ілюструють народне мистецтво періоду Маур'їв. Воно складалося зі скульптур, які, ймовірно, не були замовлені імператором. Покровителями народного мистецтва були кумарі та більш заможні піддані. Воно представлене такими фігурами, як жіноча фігура Беснагара, чоловіча фігура Паркхема та Дідаргандж Якші. Кам'яний слон у Дхаулі, ймовірно, також був вирізьблений місцевими майстрами, а не придворними художниками, які були відповідальні за капітелі тварин.  Технічно вони виготовлені з меншою майстерністю, ніж капітелі колон. Вони виражають значну приземленість та фізичну життєву силу. Зображення слона, що виходить зі скелі, є дуже вражаючим, і його метою, ймовірно, було привернути увагу до напису поруч..

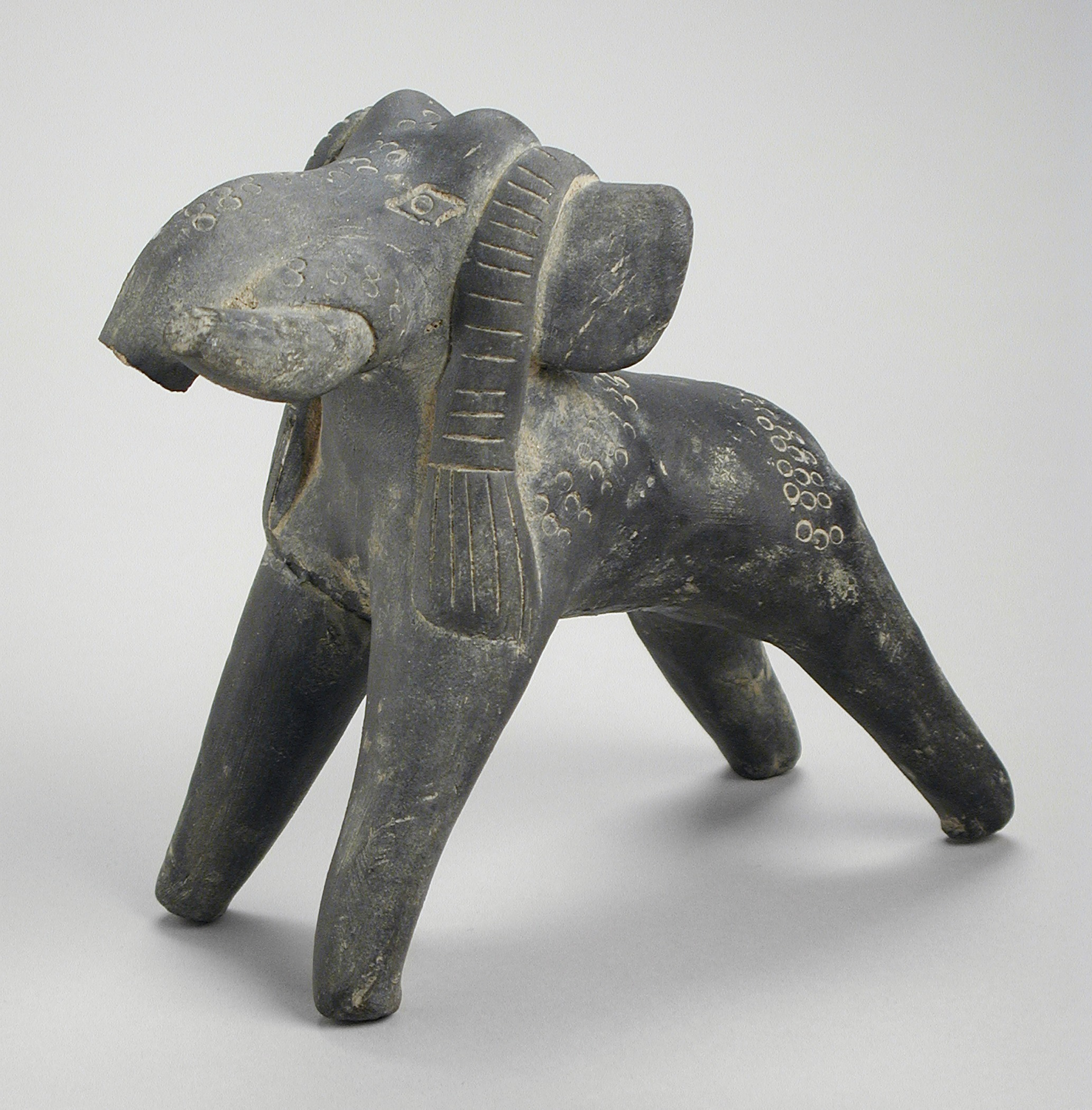
Теракотовий слон

Популярні теракотові речі різних розмірів є найчисленнішими витворами мистецтва часів Маур'їв. Виготовлені місцевими жителями, які, можливо, були гончарами. Вони частіше зустрічаються від Паталіпутри до Таксіли. Багато з них мають стилізовані форми та технічно більш досконалі, оскільки мають чітко визначену форму та чіткий орнамент. Теракоти з Таксіли складаються з фігурок божеств, рельєфів з зображеннями божеств, іграшок, кубиків, прикрас та намистин. 

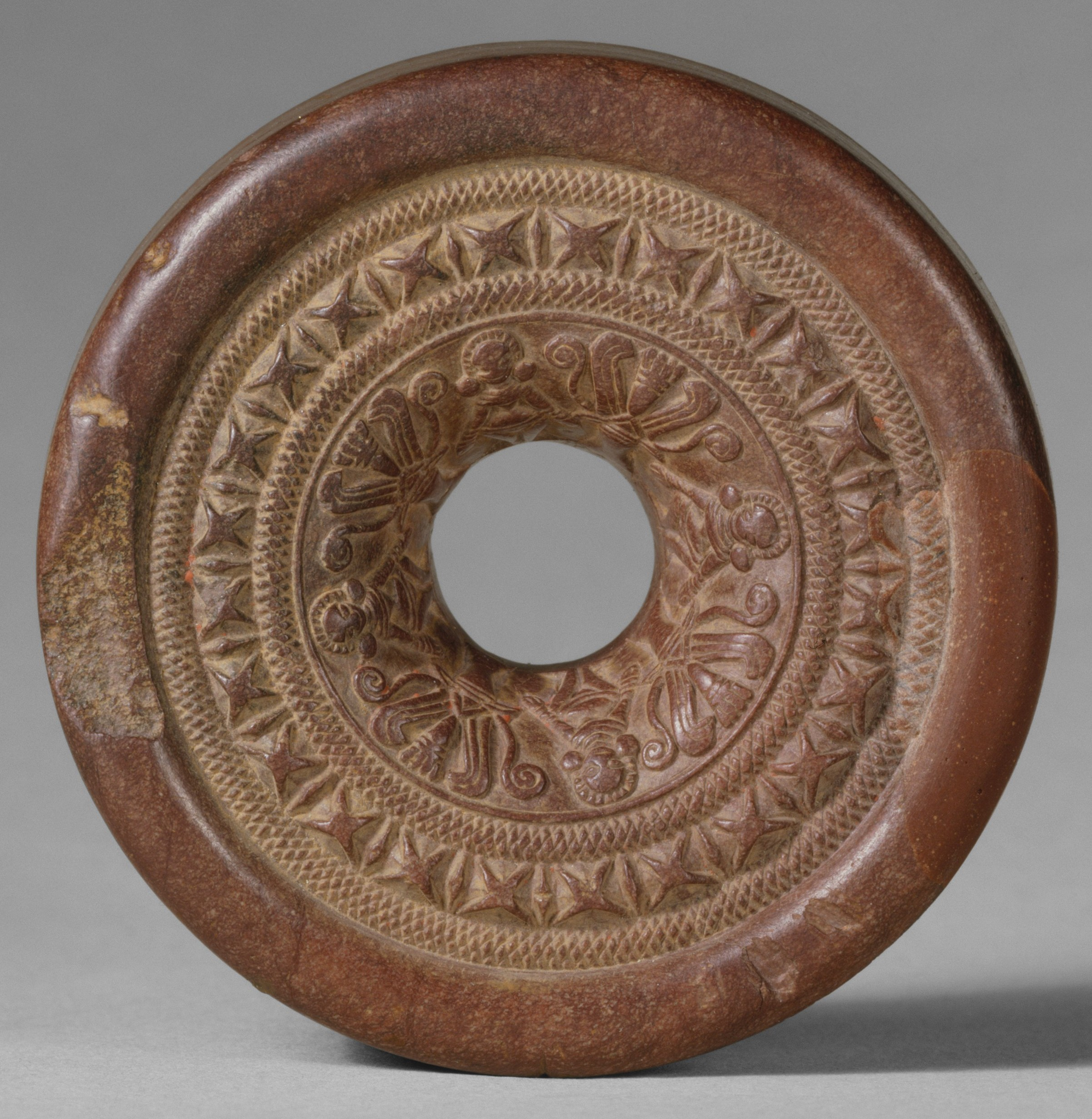
Кільцевий камінь

Кільцевий камінь — це особливий тип  мініатюрної скульптури, виготовленої у другій половині періоду Маур'їв. Вони мають форму пончика, але з прямішими боками, а нижня частина — плоска та гладка. Вони виготовлені з каменю, верхня сторона має дуже тонке рельєфне різьблення з кількома круглими зонами декору, що проходять навколо отвору в центрі. У повному обсязі вони мають діаметр приблизно від 2,5 до 4 дюймів.
Оформлення різний, але всі екземпляри тонко вирізьблені, незважаючи на їхній невеликий розмір. Ряд компонентів представлений у різних варіаціях. Зазвичай у найглибшій зоні, яка проходить по похилих боках отвору, зображені стоячі жіночі фігури, часто оголені або майже оголені, але з прикрасами та складними зачісками, з деревами між ними.